# Sthitapradźńa
Sthitapradźńa (umocniony w mądrości) – sanskrycki termin z filozofii indyjskiej, używany w pismach wedanty, w tym przez Śankarę, jako jedno z określeń osoby wyzwolonej. Sthitapradźńa to aspirant, który całkowicie usunął awidję (niewiedzę) i jest już stały oraz pewny w wiedzy: "jestem Brahmanem".